# 馬爾佐夫山
70°28′S 159°41′E / 70.467°S 159.683°E
馬爾佐夫山（英語：Mount Marzolf）是南極洲的山峰，位於奧次地，處於吉爾摩山以西4公里，屬於烏薩爾普山脈的一部分，美國地質調查局根據測量和該國海軍的空中照片繪入地圖，現時由南極條約體系管理。